# Phaloesia venezuelae
Phaloesia venezuelae är en fjärilsart som beskrevs av Butler 1876. Phaloesia venezuelae ingår i släktet Phaloesia och familjen björnspinnare. Inga underarter finns listade i Catalogue of Life.